# 西薩町
西薩町（せいさつちょう）は、鹿児島県いちき串木野市の町。旧串木野市西薩町。郵便番号は896-0046。人口及び世帯数は国勢調査においては秘匿地域とされている（2020年10月1日現在）。
町域の南部には甑島列島と薩摩半島を結ぶフェリーニューこしきが発着する串木野新港が所在している。北部には石油国家備蓄基地の一つであり、約175万キロリットルの備蓄容量を有する串木野国家石油備蓄基地が所在している。

## 地理
いちき串木野市の中部、五反田川河口に位置している。町域の北方から東方を経て南方にかけて野元に接しており、東方には東シナ海に面している。町域の東端を鹿児島県道43号川内串木野線が南北に通る。
町域の一帯は西薩中核工業団地として造成された工業地帯であり、北部には石油国家備蓄基地の一つであり、約175万キロリットルの備蓄容量を有する串木野国家石油備蓄基地が所在している。

### 河川
- 五反田川

## 歴史
1990年（平成2年）1月5日に串木野市大字下名のうち字瀬坂、カラカラ石、ヘケ岩、焼平、磯平の各一部の区域より串木野市の町「西薩町」が設置された。1992年（平成4年）には、大字下名の一部が西薩町に編入された。1994年（平成6年）5月には国家石油備蓄基地である串木野国家石油備蓄基地が完成した。
2005年（平成17年）10月11日には串木野市が日置郡市来町と新設合併しいちき串木野市が設置された。新設合併の際の合併協定書では新たに設置されるいちき串木野市の町名・字名について「串木野市、市来町の町・字の区域及び名称については、現行のとおりとする。」と協定された。このことにより町名の変更は行われず、いちき串木野市の町となった。

### 町域の変遷
| 変更後                 | 変更年            | 変更前                   |
| ---------------------- | ----------------- | ------------------------ |
| 串木野市西薩町（新設） | 1990年（平成2年） | 串木野市大字下名（一部） |
| 串木野市西薩町（編入） | 1992年（平成4年） | 串木野市大字下名（一部） |

## 施設

### 公共
- 石油天然ガス・金属鉱物資源機構 串木野国家石油備蓄基地事務所[15]
- いちき串木野市立学校給食センター
- 串木野クリーンセンター

### その他
- 日本地下石油備蓄串木野事業所[16]
- 甑島商船本社[17]

## 教育

### 小・中学校の学区
市立小・中学校に通う場合、学区（校区）は以下の通りとなる
| 町丁   | 地区 | 小学校                       | 中学校                         |
| ------ | ---- | ---------------------------- | ------------------------------ |
| 西薩町 | 全域 | いちき串木野市立串木野小学校 | いちき串木野市立串木野西中学校 |

## 交通

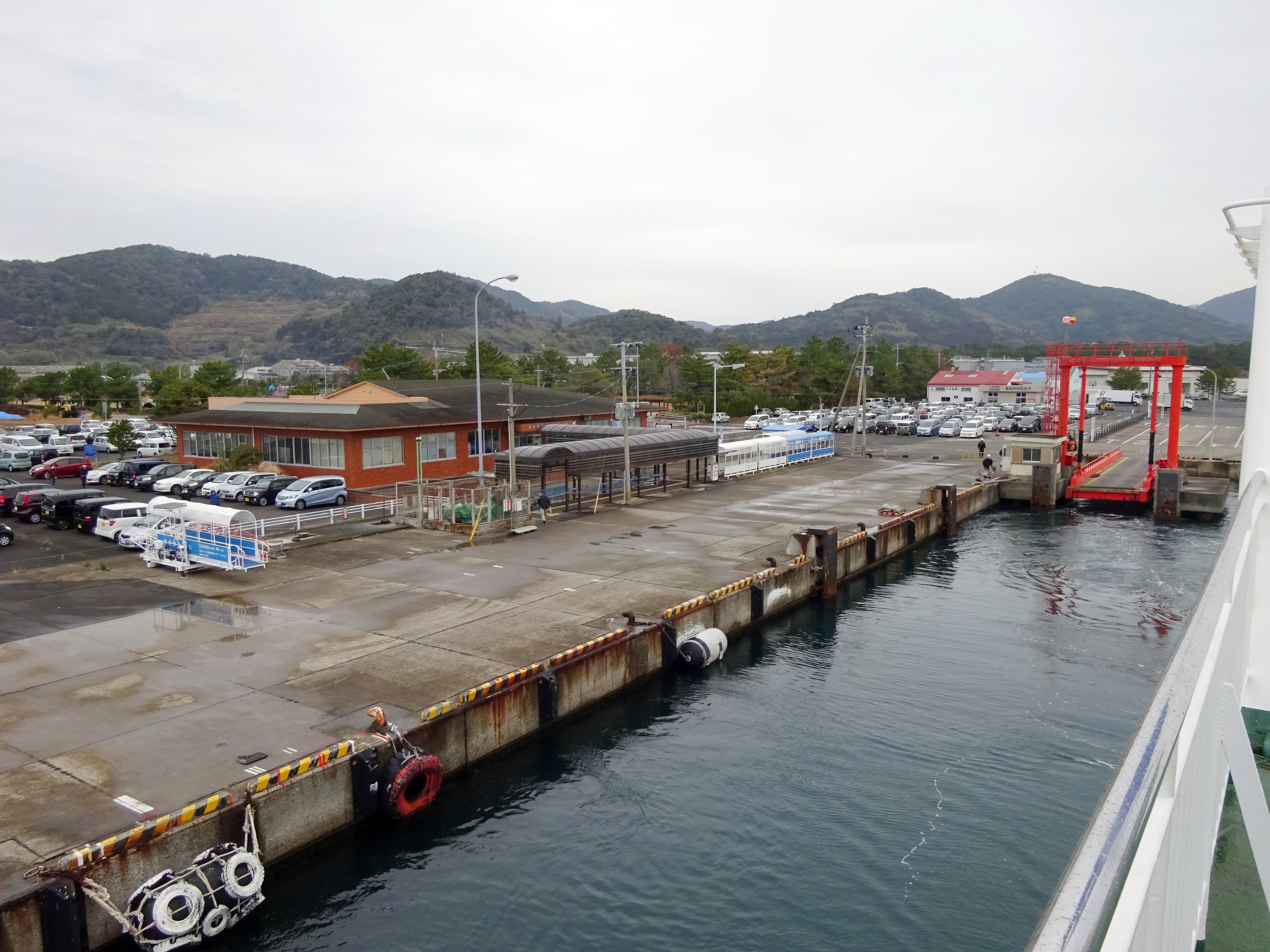
船上から望む串木野新港

### 道路
主要地方道
- 鹿児島県道43号川内串木野線

### 航路
- 甑島商船
  - フェリーニューこしき：串木野新港 - 里港 - 鹿島港 - 長浜港